# International Baptist Convention
Die International Baptist Convention (IBC) ist ein Bund von Baptistengemeinden, die in Europa, in Vorderasien und in Afrika beheimatet sind. Zu den einzelnen Ortsgemeinden gehören jeweils Menschen verschiedener Nationalitäten. Die offizielle Kirchensprache der IBC ist deshalb Englisch.

## Geschichte
Keimzelle der IBC waren die Immanuel Baptist Church in Wiesbaden und die Bethel Baptist Church in Frankfurt. Sie waren in den 1950er Jahren gegründet worden, um US-amerikanische Soldaten und deren Familien seelsorgerlich zu betreuen. Alsbald jedoch entwickelten sie eine starke Anziehungskraft auch auf englischsprechende Angehörige anderer Nationen. Die beiden Gemeinden bildeten 1958 eine lockere Arbeitsgemeinschaft, die Association of Baptists in Continental Europe, der sich alsbald ähnliche Gemeinden anschlossen. 
Ab 1961 unterstützte der mitgliederstarke amerikanische Gemeindebund der Southern Baptist Convention die Arbeit der IBC. 1964 nahm die Association den Namen an, den sie bis heute trägt. 
1968 erhielt die IBC ihren ersten Generalsekretär und in den 70er Jahren eine eigene Geschäftsstelle. Die Arbeit weitete sich aus. An vielen weiteren Orten entstanden neue internationale Baptistengemeinden. Zielsetzung war es, insbesondere in den europäischen Großstädten ein internationales und multikulturelles Gemeindeangebot baptistischer Prägung zu machen. 
Einen weiteren Wachstumsschub erlebt die IBC nach dem Fall des Eisernen Vorhangs im Jahre 1990. Die IBC setzte sich zum Ziel, mindestens 20 neue internationale Gemeinden in osteuropäischen Großstädten zu gründen. Dieses Ziel wurde bereits 1995 erreicht.
Auch in Südeuropa, in Vorderasien und in Afrika entstanden internationale Baptistenkirchen, die heute unter dem Dach der IBC arbeiten.

## Zielsetzungen
Die IBC hat für ihre Arbeit folgende Leitlinien formuliert:
An erster Stelle steht die Verkündigung des Evangeliums von Jesus Christus.
Daneben geht es um den Aufbau neuer Gemeinden, die offen sind für Christen mit unterschiedlichen nationalen und kulturellen Prägungen.
Für das innere und äußere Wachstum ihrer Mitglieder bietet die IBC vielfältige Hilfestellung an. Dazu gehören Schulungen Ehrenamtlicher, Freizeiten und Konferenzen, aber auch theologische Lehr- und Lernprogramme, die den Gemeinden zur Verfügung gestellt werden.
Ein weiteres wichtiges Anliegen ist es, für die Begegnung der Gemeinden sowie ihren Zusammenhalt und Austausch geeignete Plattformen zu schaffen.
Darüber hinaus unterstützt die IBC ideell und materiell andere baptistische Gruppen und Gemeinden und arbeitet auch überkonfessionell mit christlichen Missionsgesellschaften bekenntnisverwandter Kirchen zusammen.
Ihr wesentliches Anliegen fasst die IBC so zusammen:

„To be an effective instrument of God to aid member churches in leading people to saving faith and discipleship in Jesus Christ. With a focus on the English language, our mission is to provide the framework and available resources for member churches and their missions.“

## Verbreitung
Zur IBC gehören über 65 Gemeinden in 24 Ländern. Davon befinden sich in Europa 62 Gemeinden, in Vorderasien zwei (Beirut im Libanon, Dubai in den Vereinigten Arabischen Emiraten) und in Afrika eine Gemeinde (Dar es Salaam in Tansania). In Deutschland arbeiten 25 Mitgliedsgemeinden der IBC.

## Organisation
Der Hauptsitz der IBC befindet sich in Frankfurt am Main. 
Enge Verbindungen bestehen unter anderem zum Baptistischen Weltbund, zur Europäisch-Baptistischen Föderation und zur deutschen Baptistenkirche, dem Bund Evangelisch-Freikirchlicher Gemeinden. Die IBC hat sich dem Bund als assoziiertes Mitglied angeschlossen. Ähnliche Kontakte und Beziehungen bestehen auch zu den anderen nationalen Baptistenbünden in Europa.

## Zusammenarbeit mit anderen Kirchen
An vielen Orten in Deutschland arbeiten Mitglieder der IBC-Gemeinden mit anderen Christen innerhalb der Evangelischen Allianz zusammen. Sie beteiligen sich auch an der überkonfessionellen ProChrist-Arbeit. Auch sonst bestehen an vielen Orten gute Kontakte zu anderen Konfessionen.
Christen, die anderen Kirchen angehören, aber ihre eigene Konfession vor Ort nicht vorfinden, sind in den IBC-Gemeinden willkommen. Sie erhalten eine Gastmitgliedschaft, wenn sie mit den Grundsätzen der IBC übereinstimmen.